# Deutschlandlied
Das Deutschlandlied (lit. ‘La canción de Alemania’) o Das Lied der Deutschen (lit. ‘La canción de los alemanes’) es el himno nacional de Alemania desde 1922. Su letra fue escrita en agosto de 1841 por el lingüista y poeta August Heinrich Hoffmann von Fallersleben, quien en ella hace referencia indirectamente al conflicto con Francia por los territorios junto al Rin e introduce la idea de la unidad alemana. En su momento, el texto se consideró revolucionario. Su autor lo redactó de manera que se ajustara a la melodía  de la «Kaiserlied» ('La canción del emperador') compuesta por Joseph Haydn en 1797, como himno oficial (Gott erhalte Franz, den Kaiser) para el Emperador del Sacro Imperio Romano Germánico de entonces, Francisco II. Fue dada a conocer por primera vez al público el 5 de octubre de 1841 en el Jungfernstieg de Hamburgo. Sin embargo, durante largo tiempo no fue más que una entre muchas canciones del movimiento nacionalista alemán. 
La canción no adquirió mayor importancia hasta la Primera Guerra Mundial, cuando, en noviembre de 1914, se extendió la noticia, no confirmada, de que un grupo de jóvenes soldados habían entonado la canción durante una batalla en Bélgica. La canción no fue declarada oficialmente  himno nacional de Alemania, con las tres estrofas, hasta el 22 de agosto de 1922 durante la República de Weimar, por iniciativa del presidente Friedrich Ebert y con el fin de respaldar su tradición republicana y liberal. 
Poco después de la derrota apareció una cuarta estrofa, escrita por su autor, Albert Matthai, bajo la impresión de los tratados de paz de Versalles, que trajeron consigo unas costosas reparaciones para Alemania. Esta estrofa nunca llegó a constituir parte integrante del himno. Durante el período nacionalsocialista (1933-1945), solamente se cantaba la primera estrofa, que comienza con 'Alemania, Alemania por encima de todo'.
A partir de 1945 hubo debates sobre el papel que habría de cumplir esta canción en lo sucesivo, que había perdido su estatus como himno. Finalmente, en 1952, tras un intercambio de cartas entre el presidente Theodor Heuss y el canciller federal Konrad Adenauer, se decidió que la canción volvería a ser el himno nacional, pero que en ocasiones oficiales solo se cantaría la tercera estrofa ('unidad y justicia y libertad para la patria alemana...'). Tras la reunificación, en el año 1991, y habiéndose carteado, en esta ocasión, el presidente Richard von Weizsäcker y el canciller Helmut Kohl, la tercera estrofa fue declarada oficialmente himno nacional de Alemania. El íncipit «Einigkeit und Recht und Freiheit» ('Unidad y Justicia y Libertad') se considera el lema nacional oficioso de Alemania, y se inscribe en las hebillas de la Bundeswehr, así como en el cinturón y los bordes de algunas antiguas monedas alemanas, como el Reichsmark (marco imperial), así como en la actual moneda de dos euros alemana.
Sustituyó asimismo al que había sido el himno de la República Democrática Alemana desde 1949, «Auferstanden aus Ruinen» ('Resucitado de entre las ruinas'). 

Bandera de Alemania.

La canción también es bien conocida por el íncipit y estribillo de la primera estrofa, «Deutschland, Deutschland über alles» (literalmente, 'Alemania, Alemania por encima de todo'), pero esto nunca ha sido su título. El renglón de 'Alemania, Alemania por encima de todo' significaba que el objetivo más importante de los Vormärz revolucionarios debía ser una Alemania unificada para superar la percepción antiliberal Kleinstaaterei. Junto con la Bandera de Alemania, fue uno de los símbolos de la Revolución de marzo de 1848.

## Texto de Hoffmann
August Heinrich Hoffmann (se le agregó el von Fallersleben en referencia a su ciudad de origen, para distinguirlo de otros, ya que el apellido Hoffmann es muy común) escribió el texto el 26 de agosto de 1841 cuando estaba de vacaciones en la isla de Heligoland. La letra se hizo conocida por su verso «Deutschland, Deutschland über alles, über alles in der Welt» (que significa en español 'Alemania, Alemania por encima de todo, por encima de todo en el mundo'), lo cual fue un llamamiento a lograr una Alemania libre y unida entre los distintos reinos que compartían un idioma y cultura común, es decir, una canción contra las monarquías opuestas a la unificación y, por eso, resultó tan importante como himno y gesta patriótica. De hecho, el llamado básico de los versos es «Einigkeit und Recht und Freiheit» ('Unidad y justicia y libertad'), que, en consonancia con el liberalismo propagado a mediados del siglo XIX, arengaba por una Alemania libre y regida por el imperio de la ley, no sujeta a un monarca y sus arbitrariedades.
Debido a ello, la canción fue considerada uno de los mejores textos para servir como himno patriótico, ya que no solo habla de ideales, sino que contiene audaces peticiones políticas muy concretas. Ante ello, el texto lírico de Hoffmann fue tildado de revolucionario en los muy conservadores Estados alemanes de la época, ya que se le asociaba con demandas políticas (como libertad de prensa y libertades civiles) que los monarcas de entonces consideraban inaceptables. De ahí que las ideas implícitas, como la de unificar los reinos alemanes reemplazando a su diversas dinastías, hicieran que Hoffmann von Fallersleben perdiera su cargo de profesor universitario en Breslavia.

## Melodía
La melodía de la Deutschlandlied data de la época del Sacro Imperio Romano Germánico. Fue compuesta originalmente por Joseph Haydn en 1797 para el poema «Gott erhalte Franz den Kaiser» ('Dios guarde al Emperador Francisco') de Leopold Haschka. La canción conmemora a Francisco II, emperador del Sacro Imperio Romano Germánico y, con el título de Francisco I, emperador de Austria, único título con el que se mantuvo tras ordenar en 1806 la disolución del Imperio.
Algunas partes de la melodía ya las había utilizado Haydn en 1766 en el Benedictus de la Missa cellensis (Hob. XXII:5) y en 1796 en el movimiento lento del concierto para trompeta (Hob. VIIe:1). La melodía definitiva le gustó tanto que la volvió a usar, con variaciones, el mismo año en el segundo movimiento del Kaiserquartett (Cuarteto del Emperador; cuarteto de cuerda en do mayor Op. 76, Núm. 3; Segundo Movimiento Hob. III:77), que fue interpretado por primera vez el 28 de septiembre de 1797 en Eisenstadt (Austria).

## Situación actual
Actualmente, solo la tercera estrofa de la Deutschlandlied es considerada oficialmente como himno nacional de Alemania. Así ha sido determinado desde la fundación de la República Federal de Alemania y así se oficializó en dos ocasiones: la primera en 1952 por un intercambio de correspondencia entre el presidente federal Theodor Heuss y el canciller federal Konrad Adenauer; la segunda, a modo de confirmación, en 1990 en un intercambio de correspondencia entre el presidente federal Richard von Weizsäcker y el canciller Helmut Kohl después de la unificación con la República Democrática Alemana.

## Orígenes e historia
El texto surgió en unas circunstancias muy concretas, cuando no existía un Estado alemán, sino que el territorio estaba dividido en numerosos conjuntos de ciudades-estado y provincias, que lentamente fueron asimiladas hacia el gobierno central de Berlín hasta convertirse en el Imperio alemán en enero de 1871, bajo el ala protectora de Prusia. Fue en estas circunstancias cuando los revolucionarios liberales alemanes, que propugnaban la unificación de los diversos Estados germanos, formularon en 1841 Das Deutschlandlied como canción nacional alemana. De hecho, su autor, Hoffmann von Fallersleben, trató de manifestar un ansia de unidad nacional y exaltación patriótica entre los alemanes, por encima de las fronteras que los liberales de entonces denunciaban como meramente artificiales, lo cual explica las menciones geográficas a lugares donde existía población de habla germana («Desde el río Mosa hasta el río Niemen»); aun así, Hoffmann von Fallersleben evitó en su primera estrofa mencionar sitios de habla alemana que evidentemente no se podrían considerar políticamente parte de la futura nación alemana unificada: no se menciona a Suiza ni las regiones occidentales de Austria. 
La Deutschlandlied no se convirtió en himno nacional en 1871 con la creación del Imperio alemán, pues aunque se trataba de una canción patriótica que celebraba la unión nacional de los teutones, no exaltaba a la dinastía Hohenzollern ni a la figura del káiser (lo cual era un rasgo desfavorable en comparación a otros himnos de monarquías de esa época, como el ruso 'Dios salve al zar' y el británico «God save the King»); por ello, siguió siendo un canto popular pero sin reconocimiento oficial. 
Después de la Primera Guerra Mundial, este texto, escrito 30 años antes de la unificación alemana, se convirtió en himno nacional durante la República de Weimar. La primera estrofa «Deutschland, Deutschland über alles», a pesar de que en un principio expresaba sencillamente un anhelo de unidad nacional por encima de divisiones administrativas y territoriales, había quedado asociada con el imperialismo alemán y más tarde, durante el Tercer Reich, se interpretó de otro modo para glorificar su política abiertamente expansionista, así como para celebrar la tesis nazi de la supremacía racial.[cita requerida] Entre 1933 y 1945, se cantaba sólo la primera estrofa y luego el «Horst-Wessel-Lied», el himno del Partido nazi. Tras la guerra, en todas las zonas de ocupación fijadas en Alemania se prohibió por un tiempo la primera estrofa debido a esta asociación.
La República Federal de Alemania adoptó la Deutschlandlied como himno en 1949 de modo semioficial, y en 1952 de manera efectiva por disposición gubernamental. La primera estrofa era todavía la más conocida por el público, pero los cambios geográficos generados tras la Segunda Guerra Mundial la hacían anacrónica además de políticamente inaceptable para otros países; asimismo, se asociaba con la propaganda nazi, lo cual también impedía otorgar reconocimiento oficial a dicha estrofa. 
La segunda estrofa tampoco fue fijada como himno oficial, tras algunas críticas por el gran énfasis puesto en las «mujeres» y el «vino», considerados elementos poco idóneos que exaltar en un himno nacional (además del rechazo de grupos feministas a esta estrofa), y tal honor sólo recayó en la tercera estrofa. Cabe indicar que las dos primeras estrofas son aceptadas por la Ley alemana, pero no se consideran parte del himno para las ceremonias oficiales.
Las tres estrofas, en especial la primera «Deutschland, Deutschland über alles», no suelen entonarse tan a menudo en Alemania como se cantaban en momentos patrióticos (asociadas al Régimen nazi), sino por recuerdos de la unificación de 1871 o la Reunificación alemana. Por ese lado está bien visto, pero los partidos de extrema derecha entonan las tres estrofas con un nacionalismo asociado al fascismo y al nacionalsocialismo. La República Democrática Alemana adoptó otro himno nacional, el «Auferstanden aus Ruinen».